# Audresselles
Audresselles (Picardisch: Auderselle) is een gemeente in het Franse departement Pas-de-Calais (regio Hauts-de-France). De plaats maakt deel uit van het arrondissement Boulogne-sur-Mer. Audresselles telde op 1 januari 2022 616 inwoners. 
De oorspronkelijke naam van de plaats was de Vlaamse naam: Odersele; de huidige naam in het Frans is daarvan een fonetische nabootsing (in de 12e eeuw Odersele geschreven en in de 17e eeuw werd Andresseille).

## Geschiedenis
Audreselles werd voor het eerst vermeld in 1150, als Odersele. Het achtervoegsel -sele is sala (zaal, huis) en het voorvoegsel is een persoonsnaam.
De bewoners hebben lange tijd een Vlaams dialect gesproken, maar dit verdween tijdens de Honderdjarige Oorlog (1337-1453). De Vlaamssprekende bevolking heeft nog de Sint-Jan-de-Doperkerk gebouwd (12e eeuw). Later kwamen ook Picardische gezinnen in Audresselles wonen en einde 19e eeuw trokken er ook weer enkele Vlaamse gezinnen heen.
Het was een vissersdorp in de duinen dat af en toe zwaar te lijden heeft gehad van de zee. De visserij betrof en betreft vooral schelp- en schaaldieren. Gevist werd met zogeheten flobarts, schepen met overnaadse rompen. Einde 19e eeuw trokken er stedelingen naar Audresselles om daar vakantiehuizen te bouwen.
Tussen 1907 en 1911 werden, door het bedrijf Siemens, onderzeese kabels naar Engeland aangelegd. Deze kabels zijn nog steeds intact.
Veel huizen zijn verwoest en geplunderd tijdens de Duitse bezetting en de daaropvolgende strijd om de bezetter te verdrijven. Tegenwoordig is het toerisme van deze badplaats een belangrijke bron van inkomsten.

## Geografie
De gemeente ligt aan de Opaalkust. De oppervlakte van Audresselles bedroeg op 1 januari 2022 5,72 vierkante kilometer; de bevolkingsdichtheid was toen 107,7 inwoners per km².

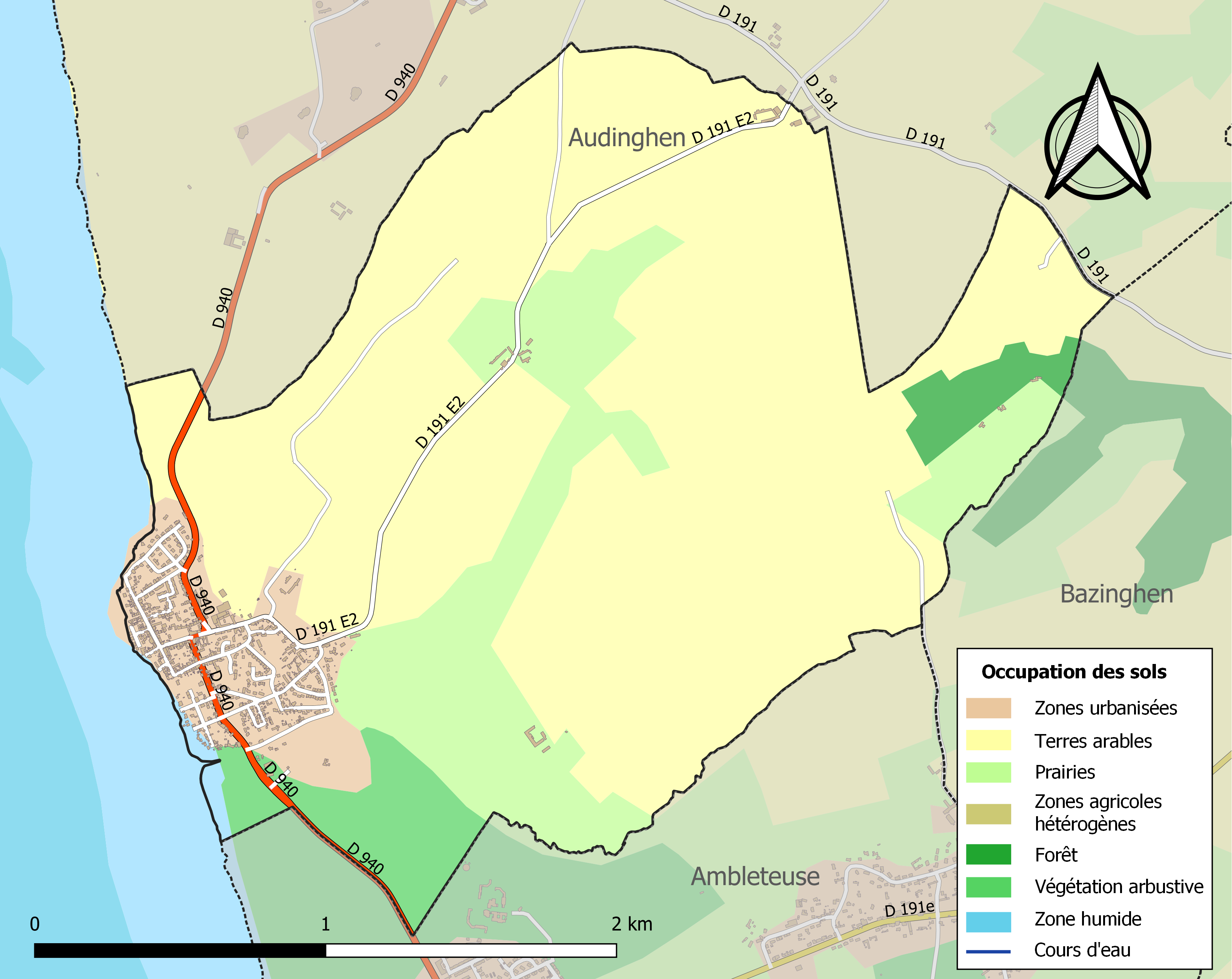
Kaart van de gemeente met belangrijkste infrastructuur, bodemgebruik en omliggende gemeenten

Audresselles kent twee stranden, welke gescheiden worden door een kaap: de Côte de Fer. Het zuidelijke strand is het meest uitgestrekte en reikt tot Ambleteuse. Het noordelijke strand loopt tot Cap Gris-Nez en wordt begrensd door kliffen.

## Bezienswaardigheden
- De Sint-Jan-de-Doperkerk (Église Saint-Jean- Baptiste)

## Demografie
Onderstaande figuur toont het verloop van het inwonertal (bron: INSEE-tellingen).

## Kunstschilders uit Audresselles
- Maurice Boitel (1919-2007)
- Carolus-Duran (1837-1917)
- Albert Carrier-Belleuse (1824-1897)

## Afbeeldingen

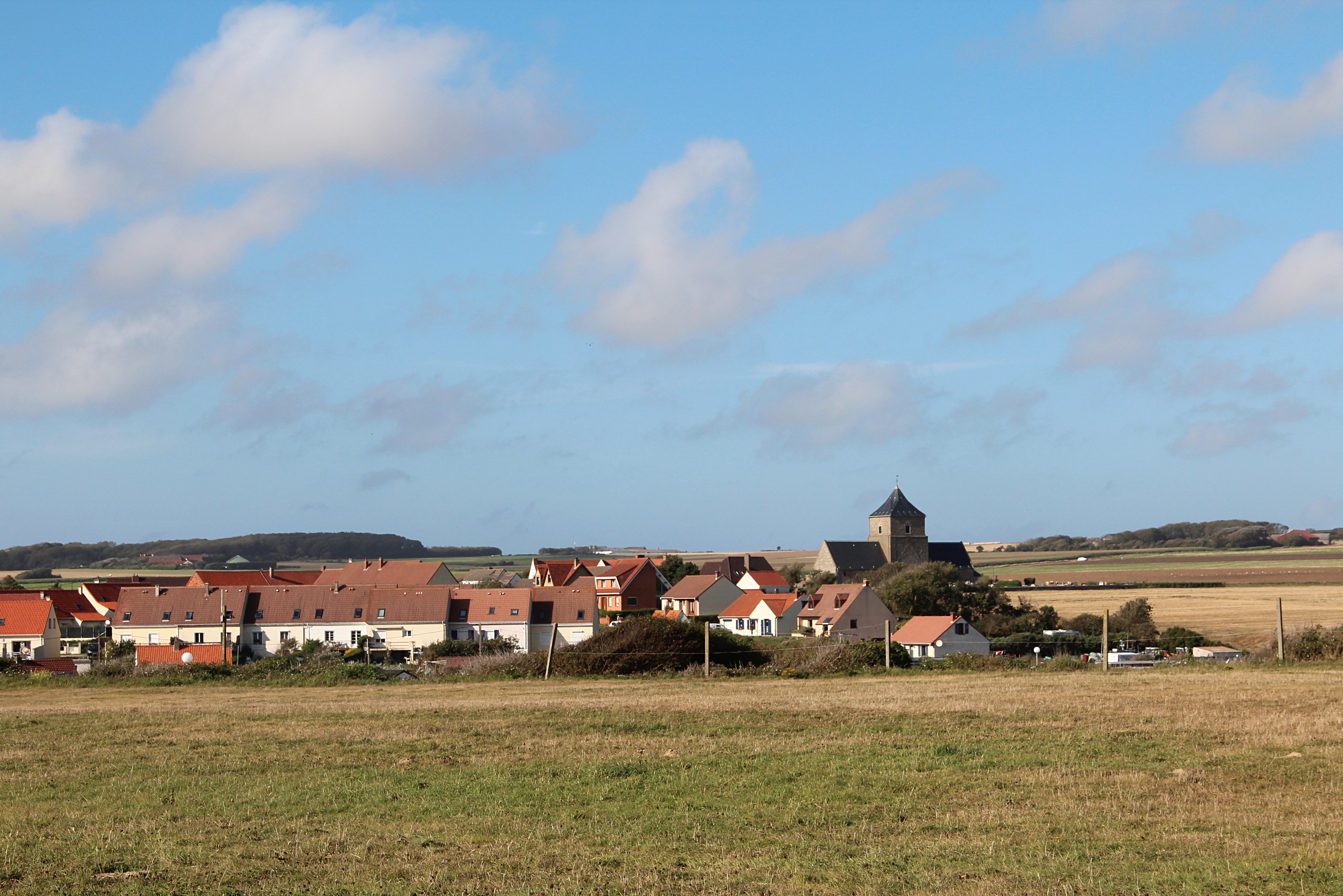
Het dorp
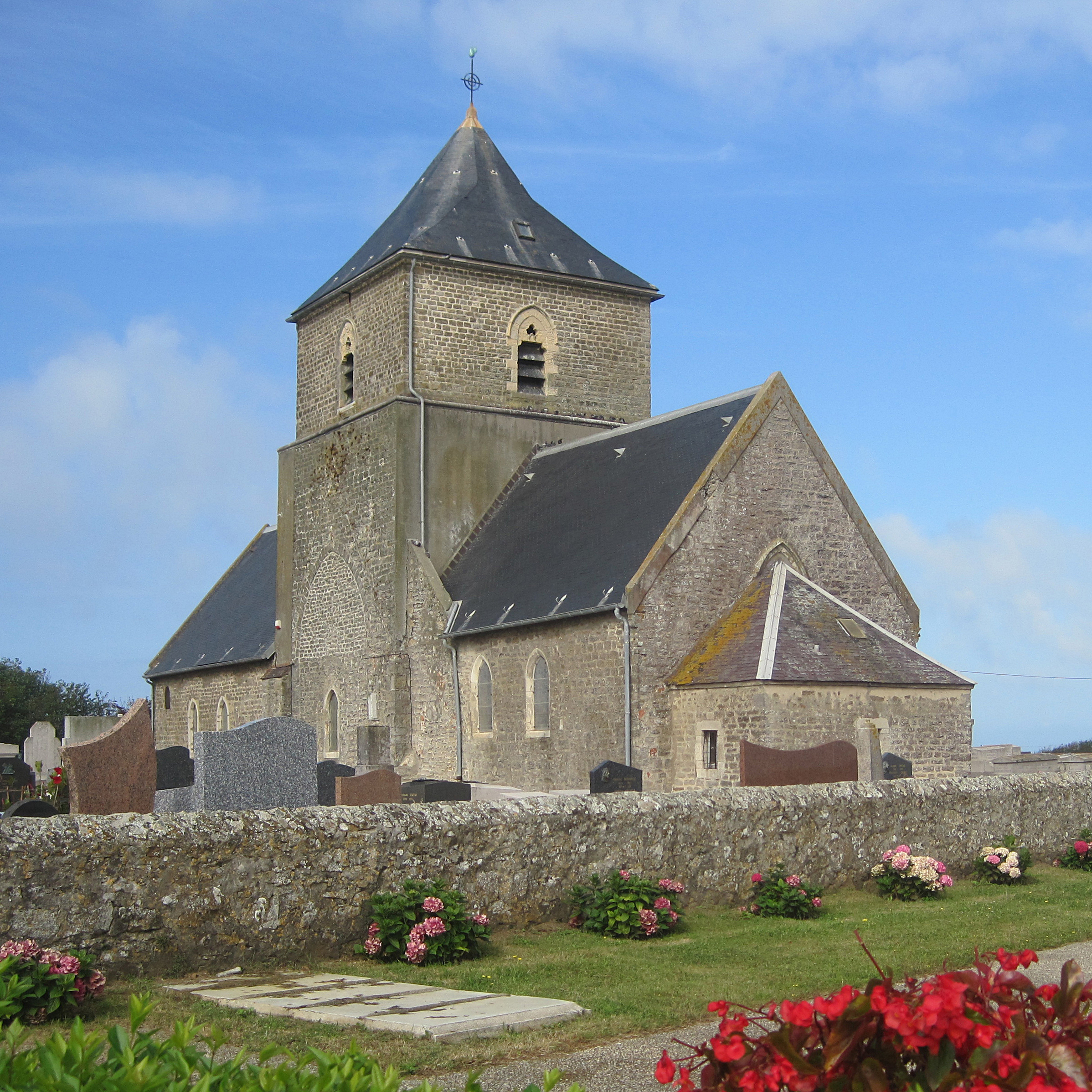
Sint-Jan de Doperkerk
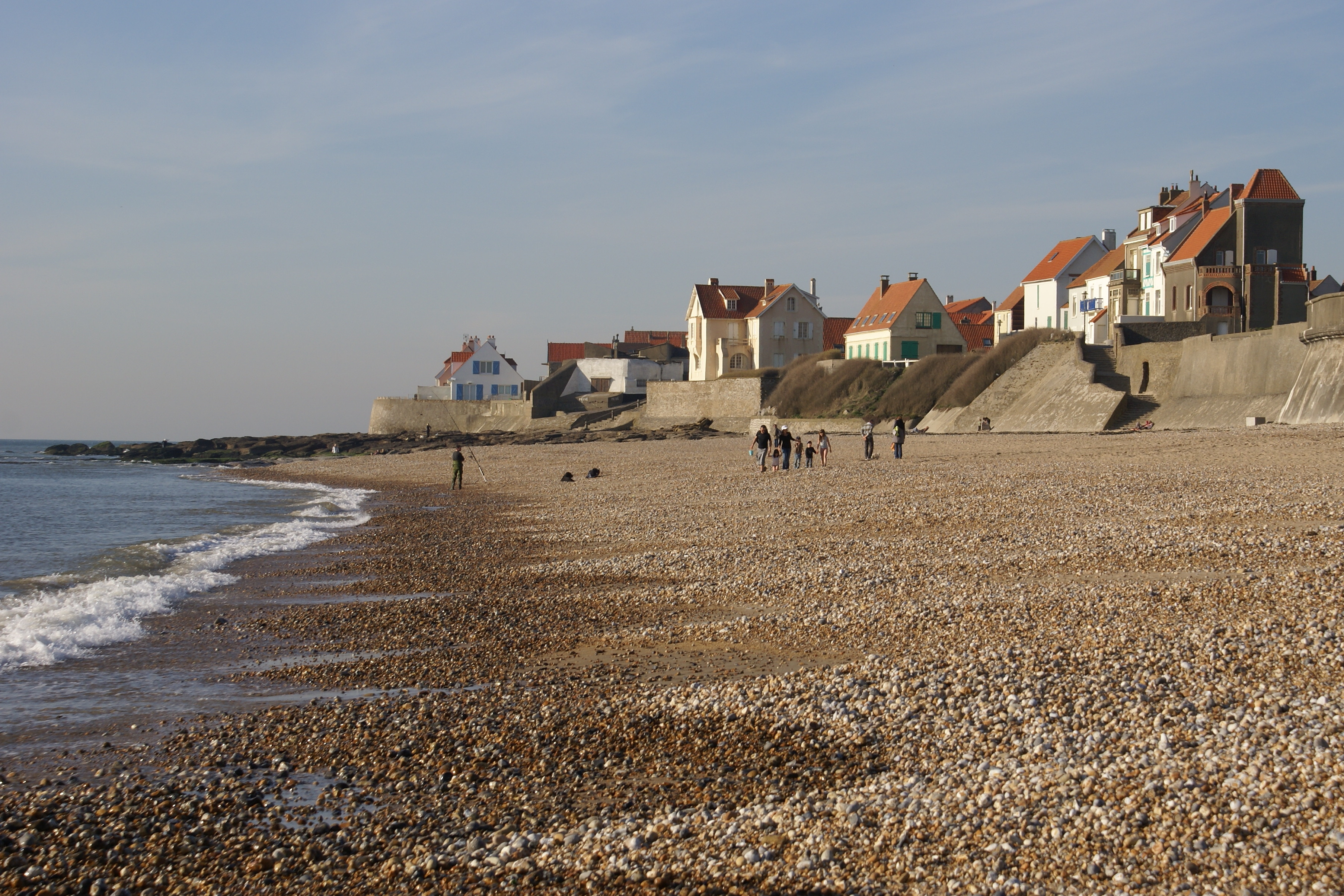
Strand
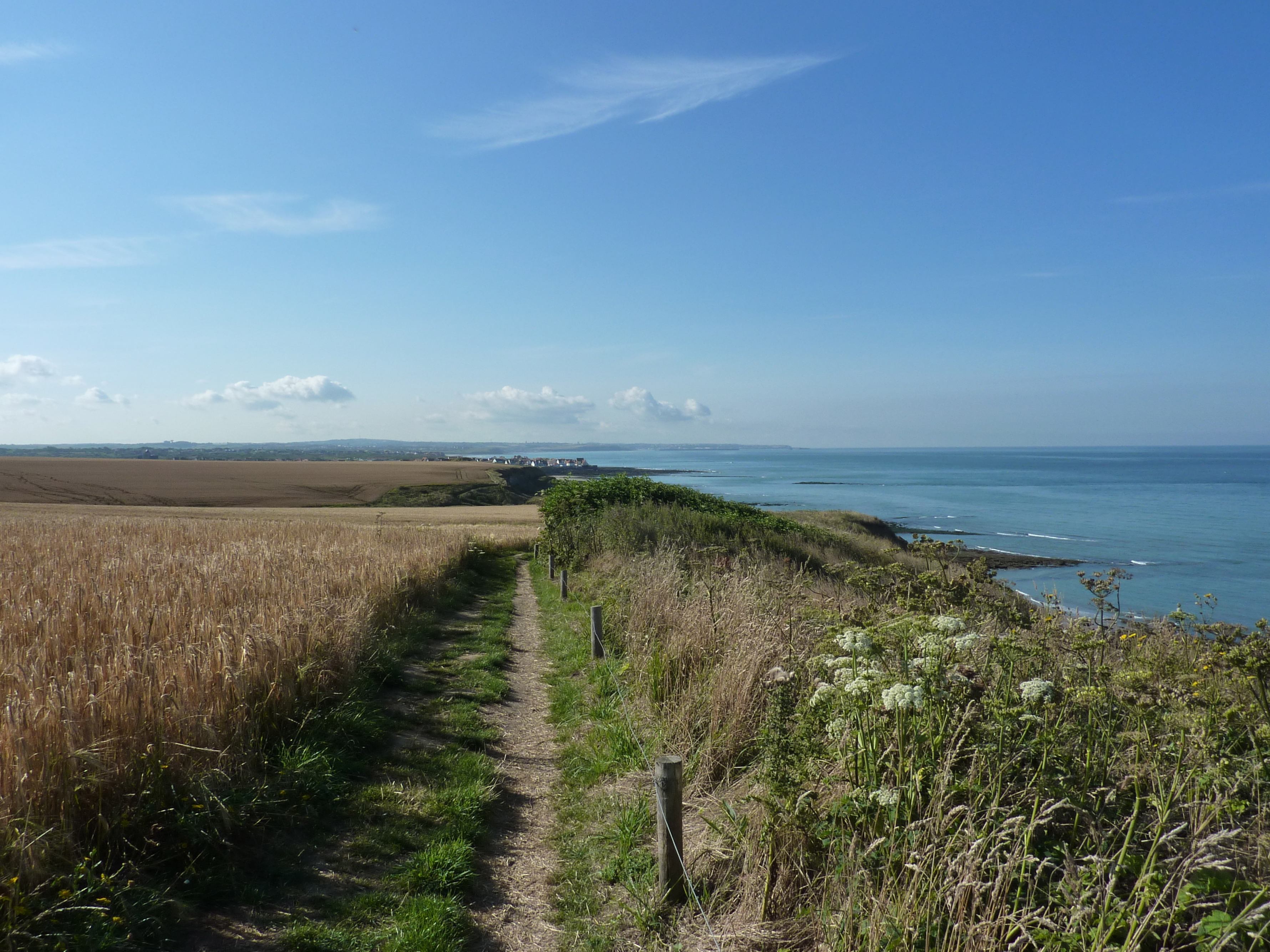
Gezicht op Audresselles vanaf Wandelroute E9

## Nabijgelegen kernen
Ambleteuse, Audinghen